# Todor Živkov
Todor Christov Živkov (bulharsky Toдор Xpиcтoв Живков, 7. září 1911 Pravec – 5. srpna 1998 Sofie) byl bulharský politik, generální tajemník Bulharské komunistické strany a faktický vůdce země po většinu doby existence Bulharské lidové republiky, od roku 1954 až do roku 1989.
Prvním tajemníkem Bulharské komunistické strany se stal v roce 1954. Následně, od roku 1962 až do roku 1971, byl předsedou vlády. Této funkce se vzdal v roce 1971, aby mohl být zvolen do funkce předsedy Státní rady. Dohromady ve vůdčích pozicích setrval 35 let až do roku 1989, což z něho dělá druhého nejdéle vládnoucího představitele zemí Východního bloku po druhé světové válce. Jeho vláda znamenala bezprecedentní ekonomickou a politickou stabilitu pro Bulharsko, které bylo poznamenané jak úplným podrobením státu politice SSSR, tak i touhou Bulharska rozšířit své vztahy se západem.
Postupný úpadek a blížící se konec jeho vlády začal rokem 1980, kdy stagnující ekonomika a zhoršování mezinárodního obrazu Bulharska, spolu se sílícím kariérismem a korupcí ve straně oslabily Živkovovu pozici uvnitř strany. V roce 1989, kdy se komunistické vlády v regionu začaly hroutit, došlo v jeho straně k puči a 10. listopadu 1989 rezignoval na všechny své funkce a ze strany byl vyloučen. Jeho rezignace a vyloučení byly zapříčiněny nátlakem starých členů strany a hlavně jeho ignorací veřejných protestů. Do měsíce od jeho sesazení komunistická vláda v Bulharsku de facto skončila.

## Mládí
Todor Živkov se narodil v chudé rodině rolníka ve vesnici Pravec nedaleko Botevgradu na západě země. Ve čtrnácti letech začal navštěvovat smíšenou školu v Orchaniji, jediné střední vzdělávací zařízení v kraji dostupné chudým dětem. Ze školy byl ale vyloučen a ve svých osmnácti letech odjel do Sofie, kde po třech letech získal výuční list z knihtiskařského učiliště. Podal také přihlášku na právnickou fakultu, avšak nikdy ji nenavštěvoval. Jedním z jeho přátel byl spisovatel a disident Georgi Markov, kterého nechal později zavraždit.

## Politická kariéra
V roce 1932 vstoupil do Bulharské komunistické strany. Stal se tajemníkem krajského výboru. Zapojil se do partyzánského hnutí v Botevgradské oblasti a od 9. září 1944 řídil Sbor lidové milice. O rok později neúspěšně kandidoval na post poslance za Komunistickou stranu Bulharska. Do parlamentu se dostal až v roce 1946.
V roce 1950 se stal tajemníkem ústředního výboru strany a v témže roce se stal kandidátem politbyra, o rok později se stal jeho členem.
Popularita Todora Živkova v letech socialismu rychle stoupala, což se naplno projevilo až po Stalinově smrti, kdy s pomocí Nikity Chruščova získal roku 1954 post prvního tajemníka Ústředního výboru Bulharské komunistické strany. Svoji pozici lídra potvrdil na sjezdu strany v dubnu roku 1956. Už tři roky předtím byl členem vlády, v roce 1962 se stal jejím předsedou.

## Živkov jako předseda vlády (1962–1971) i jako předseda Státní rady (1971–1989)
Jako předseda vlády působil Živkov vždy loajálně k Sovětskému svazu, ale do řízení státu a ekonomiky implementoval liberálnější postoje umožněním určitých tržních reforem (jako např. povolení prodej nadbytku zemědělského zboží za účelem zisku). Zastavil i pronásledování bulharské pravoslavné církve.
Roku 1965 ustál pokus o převrat ze strany členů disidentské strany a vojenských důstojníků. Po tomto neúspěšném převratu se Živkov rozhodl přiblížit k sovětské linii jak v domácích, tak i v zahraničních záležitostech. Kolektivizoval zemědělství (tedy spíše v 60. letech došlo ke konsolidaci statků, jako navazující fáze v restrukturalizaci zemědělství po první fázi z 50. let), potlačil vnitřní disent a pěstoval úzké vztahy s Chruščovovým nástupcem Leonidem Brežněvem.
V počátcích 70. let se Živkov rozhodl novelizovat Dimitrovovu ústavu, což vedlo k vytvoření tzv. Živkovovy ústavy. Ta měla za úkol zlepšit obraz země. Živkovova ústava oddělila stranu a státní orgány, zmocnila bulharské Národní shromáždění (bulharský parlament), dala právo pro zákonodárnou iniciativu odborovým svazům a mládežnickým organizacím. Také vytvořila tzv. kolektivní hlavu státu, jež stála v čele Státní rady a která byla volena a jmenována Národním shromážděním. Shromáždění převzalo některé role, které předtím zastávala komunistická strana a dostalo i možnost vydávat jménem shromáždění zákony. Živkov se tímto chtěl distancovat od obrazu své země jako systému a vlády jedné strany a proto Živkovova ústava zmiňovala, že politická moc musí být rozdělena „kooperativně“ mezi Bulharskou komunistickou stranu a Bulharskou agrárně národní unii, které v té době byly v koaličním partnerství.
Nová ústava byla schválena bulharskými voliči v ústavním referendu roku 1971. Poté Živkov rezignoval na post předsedy vlády a stal se předsedou Státní rady, čímž se stal titulárním šéfem kolektivního bulharského předsednictví. V dnech 18.–20. února 1970 navštívil v této roli Československo.

## Konec a smrt
Po sesazení a vyloučení ze strany odešel s vysokým odchodným, zůstala mu vila, ochranka a další výhody. 18. ledna 1990 byl ale zatčen a obviněn z defraudace. V roce 1992 mu Nejvyšší soud Bulharské republiky vyměřil sedm let vězení. O čtyři roky později – 9. února 1996 – ho však propustili do domácího vězení, kde zůstal až do své smrti.
Zemřel na zápal plic v Sofii dne 5. srpna 1998.

## Galerie

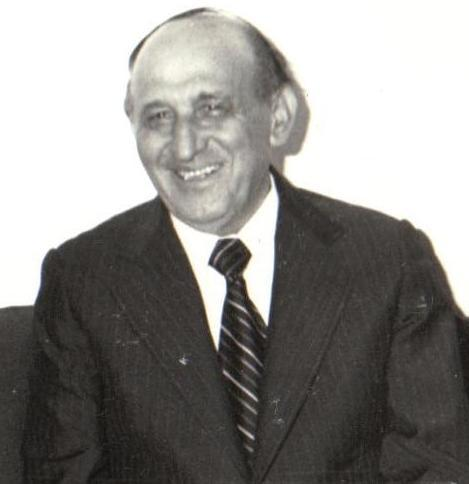
Todor Živkov
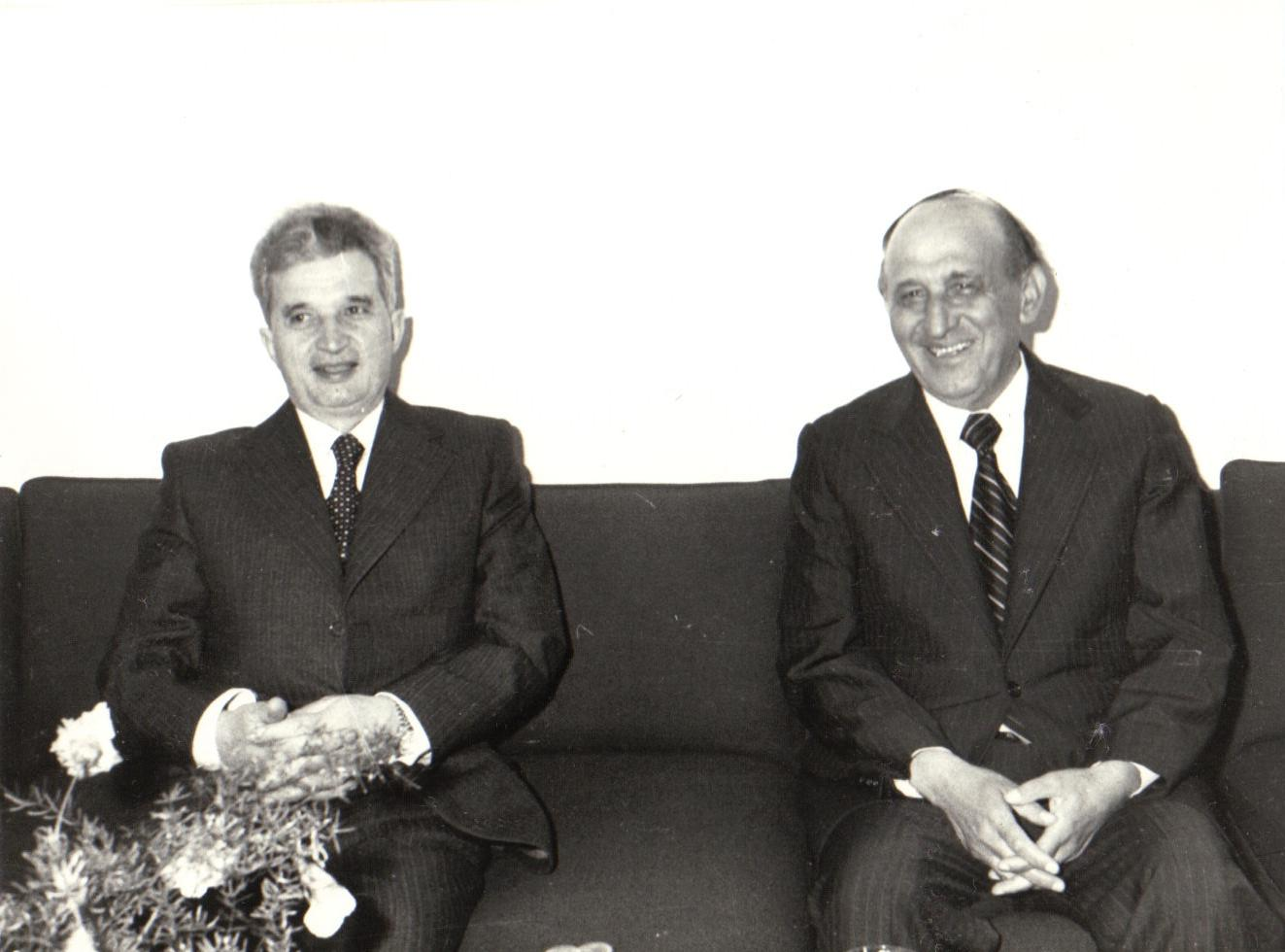
Setkání Živkova s rumunským diktátorem Ceauşescem
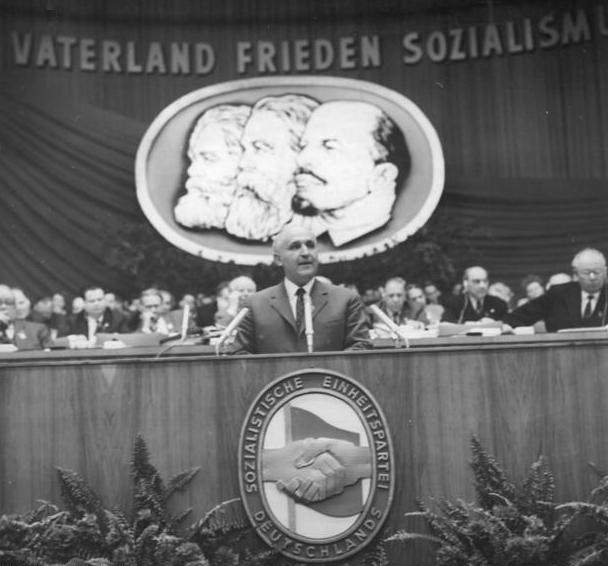
Živkov v NDR
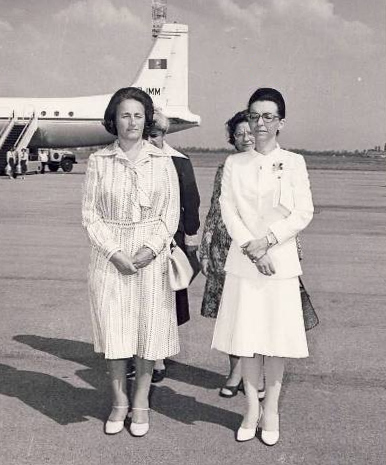
Živkovova dcera Ludmila (vpravo) a Elena Ceauşescu